# تاماس كاتونا
تاماس كاتونا هو مدرس ودبلوماسي ومؤرخ ومترجم وأمين مكتبة وسياسي مجري، ولد في 2 فبراير 1932 في بودابست في المجر، وتوفي بنفس المكان في 28 يونيو 2013. نشط حزبياً في Hungarian Democratic Forum ‏. وقد انتخب ambassador of Hungary to Poland ‏ (2000 – 2002) وانتخب كاتب دولة ‏ وانتخب عضو الجمعية الوطنية المجرية ‏.